# Опсада Наксоса
Опсада Наксоса (499. п. н. е.) представљала је неуспео покушај милетског тирана Аристагоре да уз помоћ и у име Дарија Великога заузме острво Наксос. Тај догађај представљао је почетак Грчко-персијских ратова, који су трајали педесет година. Бивши властодршци Наксоса обратили су се тирану Милета Аристагори тражећи начин како да се врате на Наксос. Аристагора је то сматрао добром приликом да учврсти своју позицију у Милету, па се обратио сатрапу Лидије Артаферну и предложио му је да заједно освоје Наксос. Персијанци су се сложили са походом и припремили су флоту од 200 трирема под командом Мегабата. Аристагора и Мегабат су се свађали на путу до Наксоса, а неко је и Накшане обавестио о доласку непријатељске флоте. Аристагора и Мегабат су четири месеца неуспешно опседали Наксос, па су се повукли када су остали без новца. Аристагора се нашао у невољи након тога неуспеха и очекивао је да ће га сменити са позиције тирана Милета. Због тога је одлучио да подстакне целу Јонију на устанак против Персијског царства.

## Увод
Након распада микенске културе много Грка населило се у Малој Азији. Досељеници су били из три групе племена Еолци, Дорани и Јонци. Јонци су се населили по обалама Лидије и Карије и основали су 12 градова, који су чинили Јонију. Ти градови су били Милет, Мијунт, Пријена, Ефез, Колофон, Лебед, Теј, Клазомена, Фокеја, Самос, Хиј и Еритра. Јонски градови су имали исто порекло и културу. Имали су и заједничко свејонско светилиште, у који нису пуштали никога другога. Свејонско светилиште је света земља у Микали. Полиси у Јонији били су независни све док их није освојио лидијски краљ Крез око 560. п. н. е. Били су под влашћу Лидије све док Кир Велики није освојио Лидију 547. п. н. е. Док се борио против Креза Кир Велики је Јоњанима послао поруку тражећи од њих да се побуне против Лиђана. Међутим Јонци су то одбили. Када је Кир Велики освојио Лидију јонски полиси су му послали посланике и понудили су да признају његову власт под истим условима под којима су признавали власт Лидије. Кир Велики је то одбио јер су они пре тога одбили да му помогну против Креза. Након тога послао је генерала Харпага да осваја Јонију. Прво је напао Фокеју, а Фокејци нису хтели да буду персијски поданици па су напустили свој град и отпловили су за Сицилију. И становници Теја су напустили свој град. Остали Јонци нису напуштали своје градове, него су се борили све док их Харпаг није покорио. Персијанци су утврдили да је Јонцима јако тешко владати. Свуда другдје Кир Велики би идентификовао елитну групу у народу, којим је намеравао да влада и тој елтној групи би помагао да влада његовим новим поданицима. Код јонских Грка није било такве групе. Постојала је аристократија, али она је била подељена на посвађане групе. Персијанци су због тога одлучили да поставе и подржавају тираниде у сваком јонском полису. Тирани су имали тежак задатак, пошто су они морали да буду у милости Персијанаца, а да не навлаче превелику мржњу својих суграђана.

## Аристагора и избегле аристократе са Накса
Око 40 година након персијског освајања Јоније током власти персијског краља Дарија Великога Аристагора је постао тиранин Милета након што је његов стриц Хистијеј отишао у Сузу. Аристагорин стриц Хистијеј био је пре њега тиранин Милета и помагао је Дарију 513. п. н. е. приком Даријевог похода на Ските. Када му је краљ Дарије понудио да га награди, он је тражио и добио један посед у Тракији. Мегабаз је сматрао да је опасно да Хистијеј оснива град у Тракији, па је наговорио Дарија да позове Хистијеја на персијски двор. На персијском двору Дарије Велики поставио га је као свог саветника. Тада је Аристагора постављен за тирана Милета. Острво Накс се истицало богатством. Народ је протерао неколико аристократа са Накса и они су побегли на Милет. Замолили су 500. п. н. е. Аристагору да им помогне да уз помоћ његове војске преузму контролу над Наксом. Аристагора је рекао да ће му требати помоћ Персијанаца, да би освојио Наксос. Избегле аристократе Наксоса понудиле су да покривају трошкове издржавања војске. Аристагора се обратио сатрапу Артаферну и објаснио му је да се освајањем Наксоса краљевска власт може проширити и на остала Кикладска острва, која признају врховну власт Накса. Осим тога Еубеја је била следећи могући циљ након освајања Киклада. Рекао му је и да код њега већ има довољно новца за почетак похода. Артаферн је након тога тражио и добио одобрење Дарија Великога за тај поход.

## Опсада Накса
Сатрап Артаферн је опремио 200 тровесларки (трирема). За врховног команданта војске именован је Мегабат. У Милету Мегабату се придружио Аристагора са својим Јонцима и избеглицама са Накса. Кренули су 499. п. н. е. према Наксосу. На путу према Наксу Мегабат и Аристагора су се посвађали. Аристагора је рекао да Мегабат треба да слуша његова наређења. Према Херодоту Мегабат се наљутио па је послао неколико људи да јаве становницима Накса да се спрема напад. Постоји могућност да је ту причу о Мегабатовој издаји касније раширио сам Аристагора да оправда властити пораз. Пошто су становници Накса сазнали за поход против њих припремили су се за дуготрајну опсаду. Са поља су покупили све што су имали и снабдели су се храном и водом за очекивани рат. Када су дошли Аристагора и Мегабат наишли су на добро утврђен град. Опседали су га пуна четири месеца. До тада су Персијанци потрошили сав свој новац и много Аристогориног новца, а опсада је захтевала још новца. Због тога су саградили једну тврђаву за избеглице са Накса, а сами су се повукли.

## Последице
Након неуспешне опсаде Накса Аристагора је био у великим проблемима. Није могао да испуни обећање, које је дао Артаферну, а осим тога морао јеа да сноси велике трошкове издржавања војске. Изгледало је да би га због свега тога могли да смене са положаја тирана Милета. Пошто се бојао да остане без власти он је одлучио да подигне устанак против Персијанаца. Његов стриц Хистијеј такође је био незадовољан у Сузи и послао је Аристагори поруку да дигне устанак. Аристагора се договарао са осталим завереницима и сви сем историчара Хекатеја били су за то да се дигне устанак. Да би придобио народ Милета на побуну против Персије Аристагора се одрекао тираније и поново је успоставио демократију. Ускоро је цела Јонија била побуњена, започео је Јонски устанак. Побуна се раширила на Карију и Кипар. Након тога неколико године персијска војска је ратовала са јонским Грцима све док се нису прегруписали и напали епицентар побуне Милет. У бици код Ладе Персијанци су победили јонску флоту и успешно су окончали побуну. Дарије Велики је након тога одлучио да казни Атину и Еретрију јер су помагали побуњенике. Прва персијска инвазија Грчке била је последица неуспелог напада на Наксос и Јонске побуне.